# Saint-Waast
Saint-Waast is een gemeente in het Franse Noorderdepartement (regio Hauts-de-France) en telt 649 inwoners (1999). De plaats maakt deel uit van het arrondissement Avesnes-sur-Helpe.
Saint-Waast dient niet te worden verward met Saint-Vaast in België of diverse Franse gemeenten die beginnen met die naam: zie Saint-Vaast.

## Geografie
De oppervlakte van Saint-Waast bedraagt 5,9 km², de bevolkingsdichtheid is 110,0 inwoners per km².
De onderstaande kaart toont de ligging van Saint-Waast met de belangrijkste infrastructuur en aangrenzende gemeenten.

## Demografie
Onderstaande figuur toont het verloop van het inwonertal (bron: INSEE-tellingen).